# Adrián Abadía
Adrián Giovanni Abadía García (Palma di Maiorca, 5 aprile 2002) è un tuffatore spagnolo, specializzato nel trampolino.

## Biografia
E' allenato da Donald Miranda.
Ha rappresentato la Spagna ai europei di nuoto di Gwangju 2019 nel trampolino 1 metro, dove si è piazzato al ventiquattresimo posto in qualificazione, e nel trampolino 3 metri, in cui è stato eliminato con trentaduesimo posto nel preliminare.
Ai campionati europei di tuffi di Kiev 2019 è giunto ventiduesimo nel trampolino 1 metro e diciottesimo nei 3 metri.

## Palmarès
| Anno | Manifestazione   | Sede    | Evento         | Risultato | Prestazione | Note |
| ---- | ---------------- | ------- | -------------- | --------- | ----------- | ---- |
| 2019 | Mondiali         | Gwangju | Trampolino 1 m | 24º P     | 322,25 p.   |      |
| 2019 | Mondiali         | Gwangju | Trampolino 3 m | 32º P     | 360,35 p.   |      |
| 2019 | Europei di tuffi | Kiev    | Trampolino 1 m | 22º P     | 280,80 p.   |      |
| 2019 | Europei di tuffi | Kiev    | Trampolino 3 m | 18º P     | 337.60 p.   |      |
| 2024 | Mondiali         | Doha    | Sincro 3 m     | Bronzo    | 383,28 p.   |      |

### Giovanili
- Europei giovanili

Bergen 2017: oro nel trampolino 1 m (14-15); oro nel trampolino 3 m (14-15);
Helsinki 2018:  argento nel trampolino 1 m (16-18); argento nel trampolino 3 m (16-18); oro nel trampolino 3 m sincro;
Kazan' 2019: oro nel trampolino 1 m (16-18); bronzo nella gara a squadre;